# Хорваты в Аргентине
Численность хорватов в Аргентине (хорв. Hrvati u Argentini, исп. Croatas en Argentina), а также аргентинцев хорватского происхождения, составляет от 250 000 до 450 000 человек. Большинство из них проживает в столице страны Буэнос-Айрес, в провинциях Буэнос-Айрес(Байа Бланка, Ла-Плата, Бериссо) , Санта-Фе (Росарио), Мендозе и Чако (Саенс Пенья), а также в Патагонии (Ушуайа, Комодоро Ривадавиа, Барилоче).

## История
На рубеже XIX—XX веков в Аргентине насчитывалось 133 населённых пункта, в которых проживало около 120 000 хорватов. Большинство из них составляли выходцы из Далмации и Хорватского Приморья, которые были одними из первых европейских иммигрантов, селившихся в аргентинской Пампе. Среди первых хорватских иммигрантов выделяется Николас Миханович, в 1867 году прибывший в Монтевидео, а затем осевший в Буэнос-Айресе. К 1909 году в его владении находилось 350 судов разнообразных типов, в том числе и 82 парохода. К 1918 году у него трудилось около 5 000 работников, подавляющей частью которых были выходцы из Далмации, что способствовало созданию хорватского сообщества в Аргентине, остающегося и по сей день преимущественно далматинского происхождения. 
Вторая волна миграция, в межвоенный период, была гораздо более многочисленной. Помимо преобладающих экономических причин, она также была вызвана и политическими. До 1939 года в ходе неё в Аргентину переселилось около 15 000 хорватов. Большую их часть составляли крестьяне, находившие работу в сельском хозяйстве в провинциях Буэнос-Айрес, Санта-Фе и Чако, а также в Патагонии.
Если первые две волны хорватской иммиграции в Аргентину носили преимущественно экономический характер, то третья — исключительно политический. После окончания Второй мировая войны около 20 000 хорватов, связанных с усташским режимом или опасавшихся политического преследования в коммунистической Югославии, бежало в Аргентину. Среди них был и лидер усташей Анте Павелич, ставший советником по безопасности Эвиты и Хуана Перонов. Большинство прибывших, первоначально не владевших испанским языком, трудилось на строительных работах в рамках проектов Перона.

## Известные аргентинцы хорватского происхождения
- Диего Марадона — футболист, имеет хорватские корни со стороны матери (бабушка - Сальвадора Кариолич).
- Эстанислао Эстебан Карлич — кардинал.
- Хуан Вучетич — антрополог и криминалист, первый в мире построивший дактилоскопическую классификацию.
- Льерко Шпиллер — скрипач.
- Нестор Киршнер — президент Аргентины (2003—2007), мать - Мария Остоич.
- Дарио Цвитанич - футболист.
- Даниэл Орсанич - теннисист.
- Алехандро Спахич - волейболист.
- Маркос Малинкович - волейболист.
- Федерико Грабич - пловец.
- Лита Стантич - кинорежиссер.
- Федерико Сиро (Лукшич) - актер и кинорежиссер.